# 3-й Хорошёвский проезд
Третий Хорошёвский проезд расположен в Северном административном округе города Москвы на территории Хорошёвского района.

## История
Третий Хорошёвский проезд появился во второй половине 1950-х годов. Получил название 17 декабря 1958 года от Хорошёвского шоссе, расположенного рядом.

## Расположение
Третий Хорошёвский проезд располагается параллельно Хорошёвскому шоссе. Начинается на перекрёстке с улицей Розанова, идёт на запад и заканчивается пересечением с Вторым Хорошёвским проездом.